# Notiphila meridionalis
Notiphila meridionalis är en tvåvingeart som först beskrevs av Camillo Rondani 1856.  Notiphila meridionalis ingår i släktet Notiphila och familjen vattenflugor.
Artens utbredningsområde är Italien. Inga underarter finns listade i Catalogue of Life.